# 626 (číslo)
Šest set dvacet šest je přirozené číslo. Následuje po čísle šest set dvacet pět a předchází číslu šest set dvacet sedm. Římskými číslicemi se zapisuje DCXXVI a řeckými číslicemi χκς.

## Matematika
626 je:
- Deficientní číslo
- Poloprvočíslo
- Nešťastné číslo

## Astronomie
- (626) Notburga je planetka hlavního pásu, kterou objevil v roce 1907 August Kopff

## Roky
- 626
- 626 př. n. l.